# إطلاق النار في مدرسة

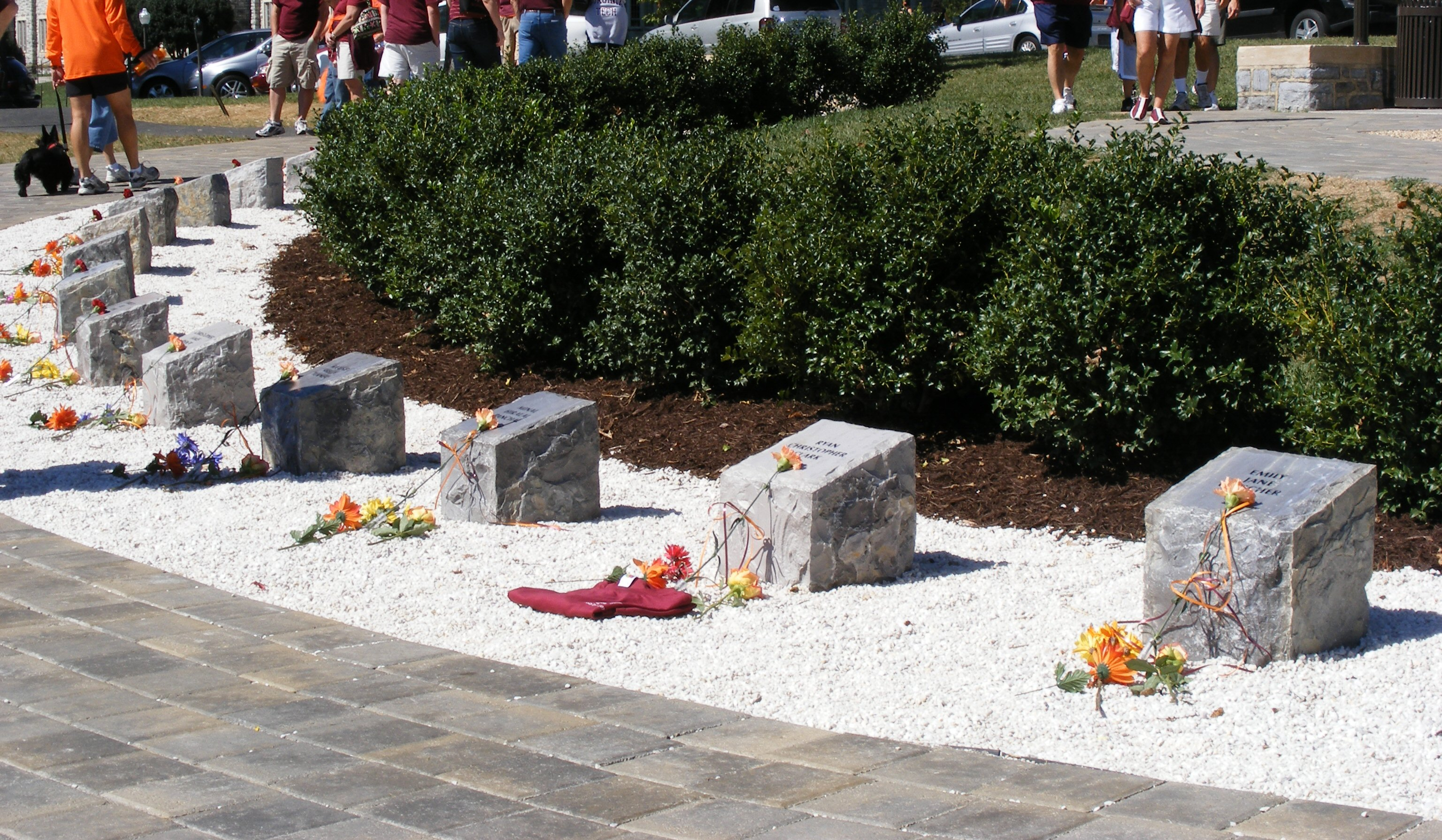

إطلاق النار بالمدارس هو هجوم يقع في مؤسسة تعليمية مثل المدرسة الابتدائية أو المدرسة الثانوية أو الجامعة ويتضمن استخدام أسلحة نارية. وتصنف الأحدث التي تضم وقوع 4 وفيات أو أكثر على أنها إطلاق نار جماعي. وتنتشر هذه الظاهرة بشكل كبير في الولايات المتحدة الأمريكية التي سجلت العدد الأكبر من حوادث إطلاق النار المتصلة بالمدارس ولكن سبق أن وقعت حوادث إطلاق النار بالمدارس في دول عديدة حول العالم أيضا.
حسب الدراسات، تضم العوامل وراء حوادث إطلاق النار بالمدارس الخلل الأسري، عدم وجود رقابة أسرية، المرض العقلي ضمن مشكلات نفسية أخرى. وضمن أهم دوافع المهاجمين نجد: التنمر/الاضطهاد/ التهديد (75%) والانتقام (61%) بينما أشار 54% إلى وجود أسباب عدة. من الأسباب الأخرى محاولة حل مشكلة ما (34%) الانتحار أو الاكتئاب (27%) والبحث عن الاهتمام أو التقدير(24%).
فجرت حوادث إطلاق النار بالمدارس جدلا سياسيا حول العنف نظرا لاستخدام السلاح وسياسات انعدام التسامح وحقوق استخدام السلاح والرقابة عليه.

## من أشهر حوادث إطلاق النار في المدارس
| التاريخ        | الدولة           | الحادثة |
| -------------- | ---------------- | --- |
| 18 مايو 1927   | الولايات المتحدة | تفجير باث كونسوليدايتد سكول: 45 قتيل منهم 38 طفل أعمارهم تتراوح بين 8 و12 سنة وكذلك 58 جريح.                                                                                              |
| 15 سبتمبر 1959 | الولايات المتحدة | تفجير مدرسة بو الابتدائية: بول أورغيرون يقتل 5 أشخاص بينهم ابنه ثم ينتحر. |
| 11 يونيو 1964  | ألمانيا          | مذبحة مدرسة كولونيا: شخص يقتل 8 تلاميذ و2 معلمين ثم ينتحر. |
| 1 أغسطس 1966   | الولايات المتحدة | حادثة قتل جامعة تكساس في أوستن: شخص يقتل أمه، ثم زوجته، ثم 15 شخص ويجرح 31 آخرين. قتل أثناء تدخل الشرطة.                                                                                  |
| 15 مايو 1974   | إسرائيل          | مذبحة معالوت: في مدرسة في ترشيحا فلسطينيين مسلحين يقتلون 26 شخصا ويجرحون 60. |
| 28 مايو 1975   | كندا             | حادثة إطلاق النار في مدرسة سانتانيار الثانوية: شخص يقتل شخصين ويجرح 13 ثم ينتحر. |
| 27 أكتوبر 1975 | كندا             | حادثة إطلاق النار في مدرسة القديس بيوس العاشر الثانوية: شخص يقتل شخص ويجرح 5 ثم ينتحر. |
| 29 يناير 1979  | الولايات المتحدة | بريندا سبنسر، شابة ذات 16 عاما تقتل الحارس ثم مدير المدرسة وتجرح 16 تلميذا. قبل إعتقالها بقليل، أعلنت أنها لا تحب أيام الإثنين.                                                           |
| 3 يونيو 1983   | ألمانيا          | في مدرسة في إيبستاين (هسن) رجل يقتل 5 أشخاص (3 تلاميذ ومعلم وشرطي) وبعدها ينتحر. |
| 17 يناير 1989  | الولايات المتحدة | حادثة إطلاق النار في مدرسة ستوكتون: رجل بدون مأوى يقتل 5 أطفال بين 6 و9 سنوات ويجرح 29 آخرين، وكذلك معلم ثم ينتحر وذلك في أقل من 3 دقائق.                                                 |
| 6 ديسمبر 1989  | كندا             | مذبحة مدرسة بوليتكنيك: رجل يقتل 13 طالب وكاتبة ويجرح 14 آخرين ثم ينتحر. |
| 24 أغسطس 1992  | كندا             | مذبحة جامعة كونكورديا: مدرس يقتل 4 أشخاص ويجرح آخر، ثم يتم القبض عليه من قبل عون حراسة.                                                                                                   |
| 13 مارس 1996   | المملكة المتحدة  | مذبحة دانبلين: رجل يقتل 16 تلميذ بين 4 و6 سنوات ومعلمتهم ويجرح 16 آخرين ثم ينتحر. |
| 24 مارس 1998   | الولايات المتحدة | في مدرسة لتعليم إطلاق النار في جونزبورو، طفلين أعمارهما 11 و13 سنة يقتلان 4 طلاب ومدرس ويجرحون 10 آخرين.                                                                                  |
| 21 مايو 1998   | الولايات المتحدة | مذبحة مدرسة ثورستون الثانوية: رجل يقتل والديه الاثنين، ثم 2 من أصدقائه في مدرسته ويجرح 25 آخرين. تم القبض عليه من قبل أصدقائه وسلم للشرطة.                                                |
| 20 أبريل 1999  | الولايات المتحدة | مذبحة ثانوية كولومباين: تلميذين ذوي 17 و18 عاما يقتلون 12 تلميذا ومدرس ويجرحون 24 آخرين ثم ينتحران.                                                                                       |
| 28 أبريل 1999  | كندا             | حادثة إطلاق النار في مدرسة دبليو أر مايرز الثانوية: شاب ذو 14 سنة يقتل شخص ويجرح 3 آخرين.                                                                                                 |
| 29 فبراير 2000 | الولايات المتحدة | حادثة إطلاق النار في مدرسة بويل الابتدائية: طفل ذو 6 سنوات يقتل إحدى صديقاته. |
| 26 مايو 2000   | الولايات المتحدة | حادثة إطلاق النار في مدرسة بحيرة ورث الأوسط: شاب ذو 13 سنة يقتل معلمه ويجرح تلاميذ آخرين قبل أن تعتقله الشرطة.                                                                            |
| 8 يونيو 2001   | اليابان          | مذبحة أوساكا: باستعمال سكين، قتل رجل 8 أشخاص، أساسا أطفال تتراوح أعمارهم بين 7 و8 سنوات.                                                                                                  |
| 26 أبريل 2002  | ألمانيا          | مذبحة يوهان جوتنبرج: رجل يقتل 13 مدرسا وتلميذين وشرطي ثم ينتحر. |
| 1 سبتمبر 2004  | روسيا            | أزمة رهائن مدرسة بسلان: مسلحين إنفصاليين شيشانيين يرتهنون لعدة أيام أشحاص في مدرسة. في 3 سبتمبر، وبعد ثلاثة أيام من الاحتجاز، القوات الخاصة الروسية تتدخل ويتم قتل 344 شخص بينهم 186 طفل. |
| 26 نوفمبر 2004 | الصين            | مذبحة روزهو: باستعمال سلاح أبيض، طالب يقتل 8 من أصدقائه ويجرح 4 آخرين، وذلك في مبيت المعهد.                                                                                               |
| 21 مارس 2005   | الولايات المتحدة | مذبحة بحيرة ريد: رجل يقتل 9 أشخاص ويجرح 12 آخرين، ويموت هو أيضا. |
| 13 سبتمبر 2006 | كندا             | مذبحة معهد داوسون: رجل يقتل شخص ويجرح 19 آخرين، وينتحر بعد إصابته في ذراعه من قبل الشرطة.                                                                                                 |
| 21 نوفمبر 2006 | ألمانيا          | حادثة إطلاق النار في مدرسة إمستدن: رجل يجرح 11 شخص ثم يشعل دخان يتسبب في جرح 16 آخرين إضافيين بالاختناق، ثم ينتحر.                                                                        |
| 2 أكتوبر 2006  | الولايات المتحدة | حادثة إطلاق النار في مدرسة أميش: سائق سيارات يقتل 5 أشخاص ثم ينتحر. |
| 16 أبريل 2007  | الولايات المتحدة | مذبحة جامعة فرجينيا: رجل يقتل 32 شخصا ويجرح 29 آخرين، ويقتل هو أيضا. |
| 10 أكتوبر 2007 | الولايات المتحدة | حادثة إطلاق النار في أكاديمية سوكساس تاك: شاب ذو 14 عاما يقتل بسلاح ناري 2 من معلميه و2 من أصدقائه قبل أن ينتحر.                                                                          |
| 7 نوفمبر 2007  | فنلندا           | مذبحة مدرسة يوكيلا: شخص يقتل 8 أشخاص ويقتل هو أيضا. |
| 14 فبراير 2008 | الولايات المتحدة | حادثة إطلاق النار في جامعة إلينوي الشمالية: رجل يقتل 5 أشخاص ويجرح 16 وينتحر بعد ذلك. |
| 25 فبراير 2008 | الصين            | في مدرسة في جنوب الصين، تلميذ قديم يقتل تلميذين ويجرح 4 ثم ينتحر. |
| 6 مارس 2008    | إسرائيل          | مذبحة مركاز أراف: في مدرسة في القدس، تم قتل 8 تلاميذ وجرح 10 آخرين. |
| 23 سبتمبر 2008 | فنلندا           | مذبحة كاوهاجوكي: رجل يقتل 10 أشخاص ويجرح اثنين آخرين ويقتل هو أيضا. |
| 16 أكتوبر 2008 | الولايات المتحدة | إطلاق نار في مدرسة في ديترويت، تم قتل شخص وجرح 3 آخرين. |
| 26 أكتوبر 2008 | الولايات المتحدة | حادثة إطلاق النار في جامعة سنترال أركنساس: رجل يقتل شخصين ويجرح آخر، ثم يتم اعتقاله. |
| 11 مارس 2009   | ألمانيا          | حادثة مدرسة وينيندين: شاب ذو 17 سنة يقتل 15 شخصا منهم 9 تلاميذ و3 معلمين ومارين ثم ينتحر.                                                                                                 |
| 30 أبريل 2009  | أذربيجان         | حادثة إطلاق النار في أكاديمية الدولة للنفط في أذربيجان: في باكو رجل ذو 29 سنة يقتل بين 3 و7 أشخاص قبل أن تعتقله الشرطة.                                                                   |
| 23 مارس 2010   | الصين            | مذبحة مدرسة نانبينغ: في فوجيان، بسلاح أبيض، رجل يقتل 9 أطفال ويجرح 20 آخرين. تم الحكم عليه بالاعدام وعدم في 29 أبريل 2010.                                                                |
| 7 أبريل 2011   | البرازيل         | مذبحة مدرسة ريو دي جانيرو: تلميذ قديم ذو 24 سنة يقتل 12 تلميذ ويجرح 18 آخرين، ثم انتحر بعد أن أصابته الشرطة.                                                                              |
| 8 ديسمبر 2011  | الولايات المتحدة | حادثة إطلاق النار في جامعة فرجينيا: رجل يقتل 3 أشخاص منهم شرطي. |
| 19 مارس 2012   | فرنسا            | حادثة ميدي بيرينيه 2012: الشاب محمد مراح يقتل في مدرسة يهودية 3 أطفال ومعلم ويجرح عدة آخرين، وبعد عدة أيام تحاصره الشرطة وتقتله القوات الخاصة.                                            |
| 2 أبريل 2012   | الولايات المتحدة | حادثة إطلاق النار في جامعة أويكوس: رجل يقتل 7 طلاب ويجرح 3 آخرين قبل أن يتم اعتقاله. |
| 19 مايو 2012   | إيطاليا          | تفجير 19 مايو 2012 في برينديزي: باستعمال قنبلة، قام رجل بقتل تلميذ وجرح 5 آخرين، ثم يتم اعتقاله بعد مراقبة الشرطة له لمدة 4 أسابيع، وكان قد تم إرغامه على ذلك.                            |
| 14 ديسمبر 2012 | الولايات المتحدة | حادثة إطلاق نار مدرسة ساندي هوك الابتدائية: رجل ذو 20 سنة يقتل أمه التي يعيش معها، ثم يقتل 26 بينهم 20 طفل ويجرح 3 آخرين، ثم ينتحر.                                                       |
| 4 يوليو 2014   | فرنسا            | في مدينة ألبي، امرأة مختلة عقليا تطعن وتضرب مدرسة حتى الموت أمام أعين الأطفال في روضة أطفال.                                                                                              |
| 16 ديسمبر 2014 | باكستان          | هجوم مدرسة بيشاور 2014: 7 مسلحين من حركة طالبان باكستان تنفذ هجموا على مدرسة عسكرية في بشاور، تقتل 141 شخص بينهم 132 طفل.                                                                 |